# Limenitis gunderi
Limenitis gunderi är en fjärilsart som beskrevs av William D. Field 1936. Limenitis gunderi ingår i släktet Limenitis och familjen praktfjärilar. Inga underarter finns listade i Catalogue of Life.